# Leptotrichum
Leptotrichum là một chi rêu trong họ Ditrichaceae.